# Diarthrodella lancifera
Diarthrodella lancifera is een eenoogkreeftjessoort uit de familie van de Paramesochridae. De wetenschappelijke naam van de soort is voor het eerst geldig gepubliceerd in 1981 door Kunz.